# Golfclub Cromstrijen
Golfclub Cromstrijen is een Nederlandse golfclub in Numansdorp in de provincie Zuid-Holland.
In de Hoeksche Waard ligt de Numanspolder. Daar ligt de 18-holes golfbaan van Golfclub Cromstrijen, met een par van 72, en een kortere 9-holesbaan met een par van 62, deze wordt de Putters Hoek genoemd.
De Hoeksche Waard ligt aan het Hollands Diep, de golfbaan ligt vlak bij de jachthaven.